# Nebbia (romanzo)
Nebbia (in spagnolo Niebla) è un romanzo di Miguel de Unamuno pubblicato nel 1914, primo esempio del genere letterario della nivola. Il titolo si riferisce alla visione che Augusto ha della sua stessa vita. In una delle sue meditazioni filosofiche, il protagonista descrive il suo mondo come un insieme di eventi piccoli e grandi, alcuni positivi ed altri negativi, che concorrono tutti ad offuscare la sua visione della vita.

## Trama
La trama si sviluppa intorno al personaggio di Augusto Pérez, facoltoso, giovane ed introverso intellettuale. Innamoratosi di Eugenia nel momento in cui le passa davanti attraversando la strada, decide di corteggiarla, aiutato dai membri della famiglia della ragazza, ed in particolare dalla zia, che si augura che tra i due nasca una relazione così che i soldi di Augusto possano risollevare i problemi finanziari della nipote. Nonostante questo, Eugenia rifiuta la corte del ragazzo, visto che è già impegnata in una relazione con Mauricio. Augusto provvede al pagamento dell'ipoteca di Eugenia senza che ella lo sappia, ma invece che ottenere l'effetto sperato, la ragazza si sente offesa dal suo gesto. Successivamente, Augusto si invaghisce di un'altra ragazza, Rosario, ed inizia a chiedersi se fosse mai stato effettivamente innamorato di Eugenia. Dopo aver parlato con amici e conoscenti, Augusto decide di fare comunque la proposta di matrimonio ad Eugenia che, con suo grande stupore, accetta. Pochi giorni prima del matrimonio, il protagonista riceve una lettera della sua promessa sposa, che gli rivela di essere andata a vivere con Mauricio. Augusto, devastato dalla notizia, decide di uccidersi, ma poiché ogni suo atto è preceduto da un lungo processo meditativo e riflessivo, decide di contattare Unamuno (l'autore del romanzo, presente nel libro come personaggio), autore di un articolo sul suicidio che Augusto aveva letto. Al momento del confronto tra i due, la verità è rivelata: Augusto è un personaggio creato da Unamuno, e per questo non può uccidersi in quanto non è reale.  Augusto afferma di esistere, nonostante dentro di sé sappia che ciò non è vero, e si rivolge duramente ad Unamuno, dicendogli che non è l'autore supremo, in quanto lo stesso scrittore potrebbe semplicemente essere uno dei sogni di Dio. Augusto fa dunque ritorno a casa, e muore, ucciso dall'autore. Il libro termina con un monologo del cane di Augusto, Orfeo, che si commuove di fronte alla morte del padrone ed alla situazione degli esseri umani in generale.

## Edizioni italiane
- Nebbia, traduzione di Stefano Tummolini, Introduzione di Franco Marcoaldi, Prologo di Victor Goti, Collana Le Porte, Roma, Fazi, giugno 1997. - Collana Oscar Moderni, Milano, Mondadori, 2024, ISBN 978-88-04-77921-6.